# Prima Lega 2023-2024 (Siria)
La Prima Lega Siriana 2023-2024 è la 52ª edizione della massima serie del campionato di calcio siriano dalla sua nascita nel 1966. Il campionato sarebbe dovuto iniziare il 25 agosto 2023, ma la data di inizio è stata posticipata al 22 settembre, ed è terminato il 27 aprile 2024. Il campionato ha inoltre visto una pausa tra gennaio e febbraio 2024 per permettere ai giocatori di partecipare alla Coppa d'Asia 2023.
La squadra campione in carica è l'Al-Fotuwa, che ha vinto il suo terzo titolo nazionale nella stagione 2022-2023.

## Stagione

### Novità
Dalla scorsa edizione sono state retrocesse le ultime due classificate del campionato, Al-Majd e Al-Jazira, con quest'ultima che si è ritirata a stagione in corso, cessando le attività. Al loro posto sono state promosse Al-Horriya e Al-Sahel, prime due classificate della Prima Divisione 2022-2023.

### Formula
Le 12 squadre partecipanti giocano un girone all'italiana con gare di andata e ritorno, per un totale di 22 giornate. Al termine di queste, la squadra prima in classifica è campione della Siria e si qualifica per la AFC Challenge League, mentre l'ultima classificata retrocede in Prima Divisione.

## Squadre partecipanti
| Club              | Città       | Stagione precedente |
| ----------------- | ----------- | ------------------- |
| Al-Fotuwa         | Deir el-Zor | Campione di Siria   |
| Al-Horriya        | Damasco     | Prima Divisione     |
| Al-Ittihad Aleppo | Aleppo      | 2° in Prima Lega    |
| Al Jaish          | Damasco     | 6° in Prima Lega    |
| Al-Karama         | Homs        | 7° in Prima Lega    |
| Al-Sahel          | Tartus      | Prima Divisione     |
| Al-Wahda          | Damasco     | 8° in Prima Lega    |
| Al-Wathba         | Homs        | 5° in Prima Lega    |
| Hutteen           | Laodicea    | 10° in Prima Lega   |
| Jableh            | Jable       | 3° in Prima Lega    |
| Taliya            | Hama        | 9° in Prima Lega    |
| Tishrin           | Laodicea    | 4° in Prima Lega    |

## Classifica
|                  | Pos. | Squadra           | Pt | G  | V  | N  | P  | GF | GS | DR  |
| ---------------- | ---- | ----------------- | -- | -- | -- | -- | -- | -- | -- | --- |
| Siria (bandiera) | 1.   | Al-Fotuwa         | 49 | 22 | 15 | 4  | 3  | 31 | 10 | +21 |
|                  | 2.   | Jableh            | 40 | 22 | 11 | 7  | 4  | 29 | 10 | +19 |
|                  | 3.   | Tishrin           | 40 | 22 | 11 | 7  | 4  | 24 | 15 | +9  |
|                  | 4.   | Hutteen           | 38 | 22 | 11 | 5  | 6  | 28 | 18 | +10 |
|                  | 5.   | Al-Ittihad Aleppo | 37 | 22 | 10 | 7  | 5  | 35 | 27 | +8  |
|                  | 6.   | Al-Karama         | 32 | 22 | 7  | 11 | 4  | 22 | 17 | +5  |
|                  | 7.   | Al-Wathba         | 26 | 22 | 5  | 11 | 6  | 17 | 18 | -1  |
|                  | 8.   | Al Jaish          | 26 | 22 | 7  | 5  | 10 | 28 | 29 | -1  |
|                  | 9.   | Taliya            | 25 | 22 | 7  | 4  | 11 | 13 | 29 | -16 |
|                  | 10.  | Al-Wahda          | 24 | 22 | 6  | 6  | 10 | 19 | 24 | -5  |
|                  | 11.  | Al-Sahel          | 14 | 22 | 3  | 5  | 14 | 16 | 36 | -20 |
|                  | 12.  | Al-Horriya        | 8  | 22 | 2  | 2  | 18 | 16 | 45 | -29 |

Legenda:
      Campione di Siria e qualificata per la AFC Challenge League 2024-2025.
 Retrocessione diretta.